# Sanger (Kalifornija)
Sanger je grad u američkoj saveznoj državi Kalifornija. Prema popisu stanovništva iz 2010. u njemu je živjelo 24.270 stanovnika.